# Fehér somkóró
A fehér somkóró vagy fehérvirágú somkóró (Melilotus albus) a hüvelyesek rendjén belül a pillangósvirágúak (Fabaceae) családjának somkóró (Melilotus) nemzetségébe tartozó növényfaj, mely Magyarországon is honos és gyakori gyomnövény amellett, hogy zöldtrágyanövényként termesztik is. Hubamhere vagy hubam-here a neve az egyéves termesztett alakjának (Melilotus albus f. annuus Coe), illetve óriáshere a kétéves termesztett alakjának (Melilotus albus f. utilis Schulz). További magyar nevei: buharaihere, mézkerep.

## Elterjedése
Európa és Nyugat-Ázsia nagy részén őshonos, de az ember közreműködése révén mára szinte minden mérsékelt övi területen elterjedt.

## Jellemzése
30–150 cm magas lágy szárú, egy- vagy kétéves növény. Hajtása csaknem teljesen kopasz, csak a felső részén rövid szőrös. Vastag, a talajban ferdén álló karógyökerével viszonylag mélyre, akár 90 cm-es mélységig is lehatol. Szára vékony, felálló és elágazó, néha pirosas színezetű. Levelei a száron szórt állásban helyezkednek el, nyelük rövid; összetett levéllemezük három levélkéből áll, melyek 1–2 cm hosszúak; a levélkék széle finoman fogazott, csúcsuk többnyire levágott vagy lekerekített, alakjuk az alsóbb levelekben hosszúkás visszás-tojásdad vagy elliptikus, míg a felsőbbekben inkább szálas, lándzsás. A pálhák 8–10 mm hosszúak, alakjuk kimondottan szálas, szálkaszerű, szélük pedig általában ép. A 40–80 fehér szirmú virágot dúsan tartalmazó (tömött), 4–6 cm hosszú, keskeny, felálló, hajtásvégi fürtvirágzatai kocsánnyal kapcsolódnak a szárhoz a levélnyelek tövénél (a levélhónaljakban). Az egyes virágok egy-egy rövid (1–2 mm-es) kocsánykán csüngenek, 4–5 mm hosszúak, bókolók, jellegzetes pillangós virágok, Magyarországon májustól októberig virítanak; az öt kihegyezett csúcsú csészelevél halványzöld csészévé nőtt össze; az öt fehér sziromlevél összeforrt, közülük a „vitorla” hosszabb a két „evezőnél” és a „csónaknál”; a porzólevelek száma tíz; a két termőlevél felső állású magházat alakít ki. A virágzati kocsány a termésérés idején megnyúlik. Az érett hüvelytermések 3–5 mm hosszúak, 2–2,5 mm szélesek, szürkésbarna színűek, hálózatosan bordás erezetűek, kopaszak. A termésben rendszerint egy, de akár négy mag is fejlődhet, melyek zöldessárga színűek, tojásdad alakúak, legfeljebb 2 mm hosszúak, kopaszak és simák.
Életformája az Ujvárosi Miklós által kidolgozott rendszer TH. (HT.) csoportjába sorolható, ha kétéves, illetve a T4 csoportjába, ha egyéves a növény.
A fehér somkóró kiszárítva édeskés illatúvá válik, mely emlékeztet a tőle rendszertanilag meglehetősen távol álló (azaz nem rokon) szagos müge illatára. Mindkét növény esetén a kumarin okozza az illatot, azonban ez a vegyület a fehér somkóróban szervesen kötött, s csak a növény szárítását, száradását követően szabadul fel. Amennyiben a nedves szénába fehér somkóró kerül, úgy a kumarinból – ebben a környezetben – véralvadásgátló vegyület képződik.

## Élőhelye
Az olyan köves, törmelékes, de egyúttal agyagos talajokat kedveli, amelyek csak kevéssé szárazak, inkább nedvesek, tápanyagban és bázisokban dúsak, humuszosak (mint például az ártéri és réti talajok); mivel a nyers talajok pionír növényei közé tartozik, valójában bármilyen nyers talajon előfordulhat. Nitrogénkedvelő. A szántóföldeken, vetésekben, mezőgazdasági kultúrák közelében (például szántók mentén, parlagokon, gyepekben, félkultúr réteken) szinte mindig megtalálható gyomnövény, de gyakori más ruderális területen, így utak szélén, árkokban és vasúti töltéseken megtelepedő gyomtársulásokban.

## Felhasználása
Virágzata jó méhlegelő. Zöldtrágyázásra is használják. Takarmánynak csak a kumarinban szegény, vagy kumarinmentes fajtái alkalmasak.

## Képek

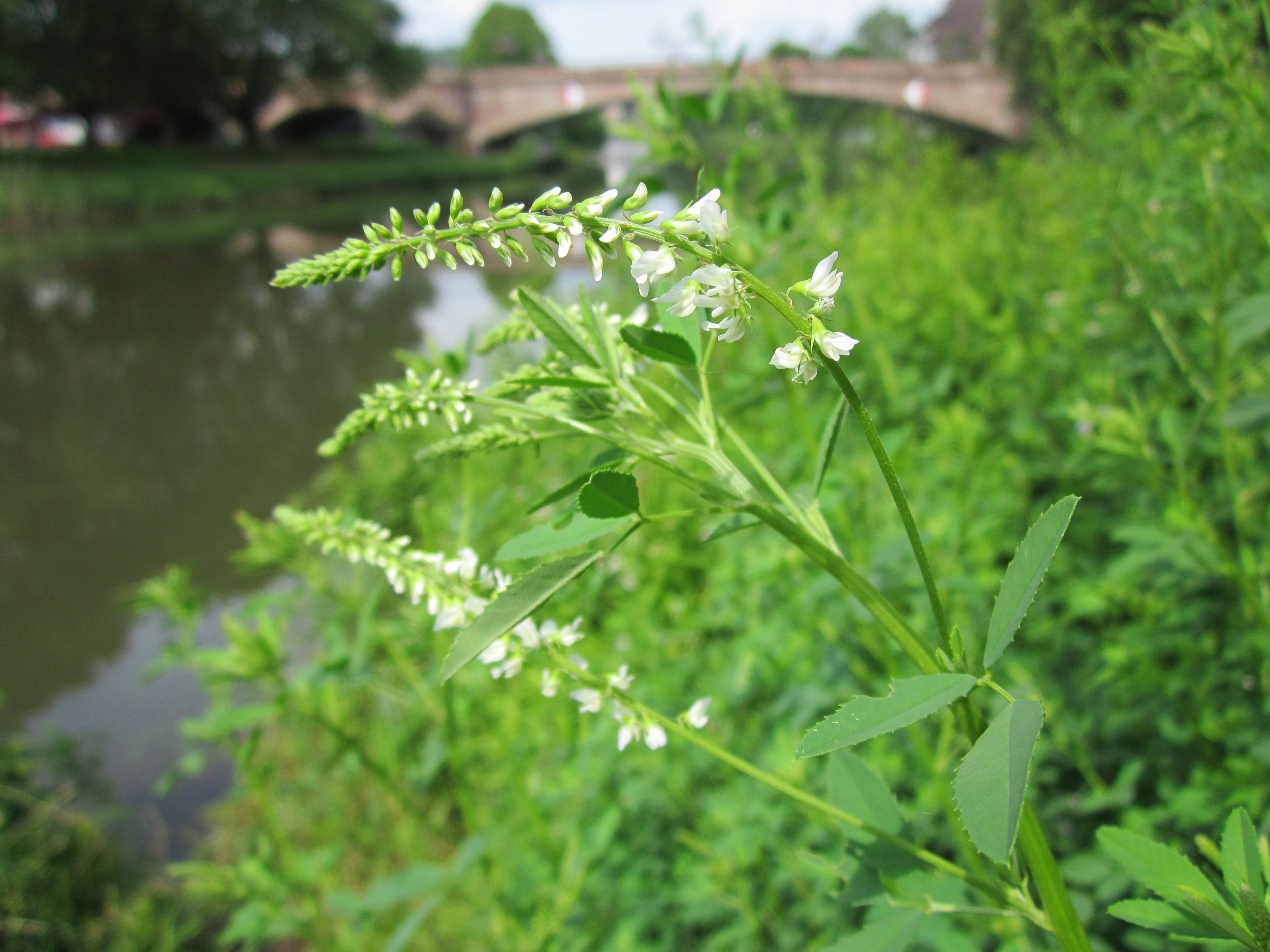
Vízfolyás partján (Saarbrücken, Németország)
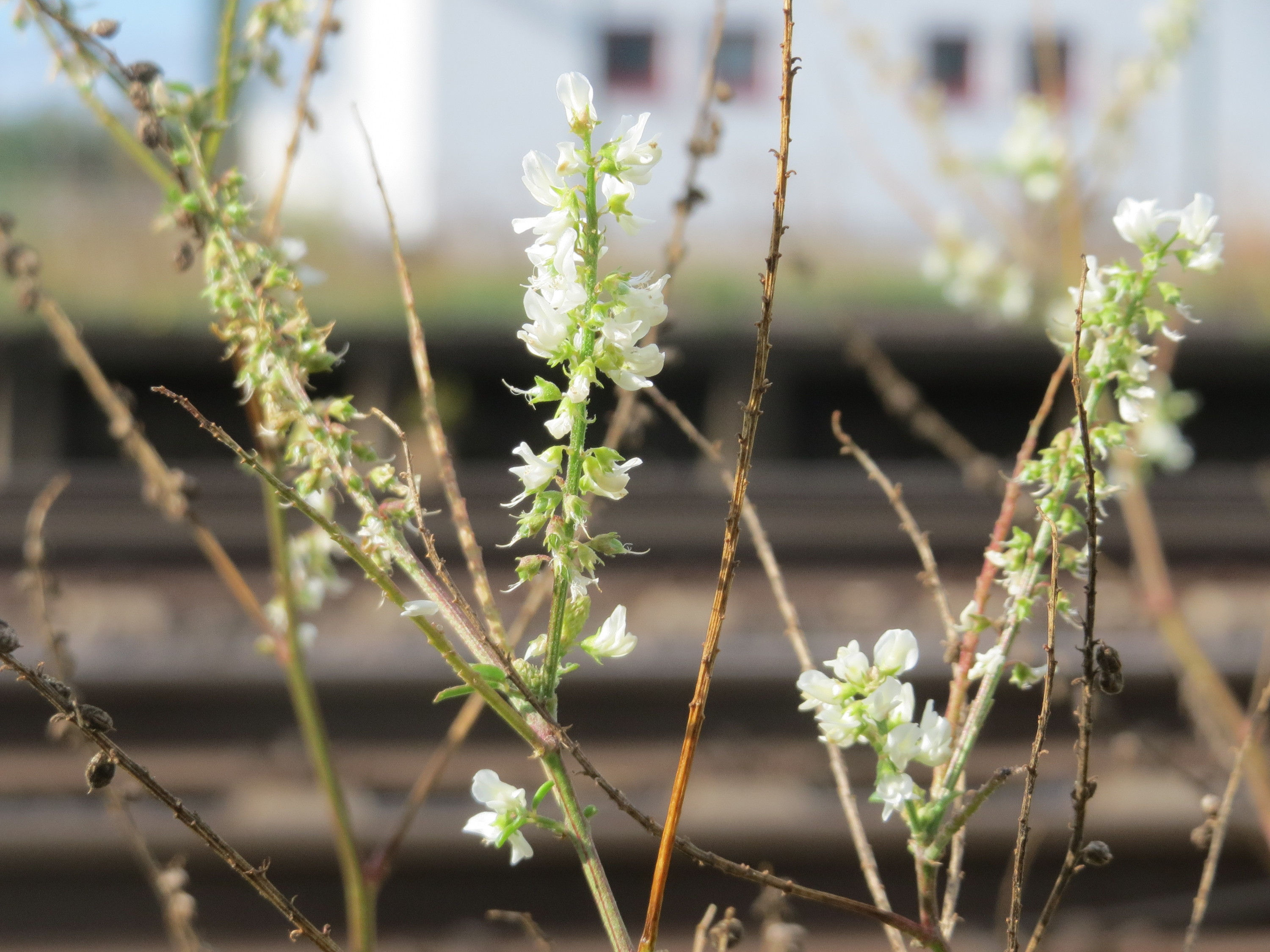
Vasúti pályaudvaron (Bruchmühlbach-Miesau, Németország)
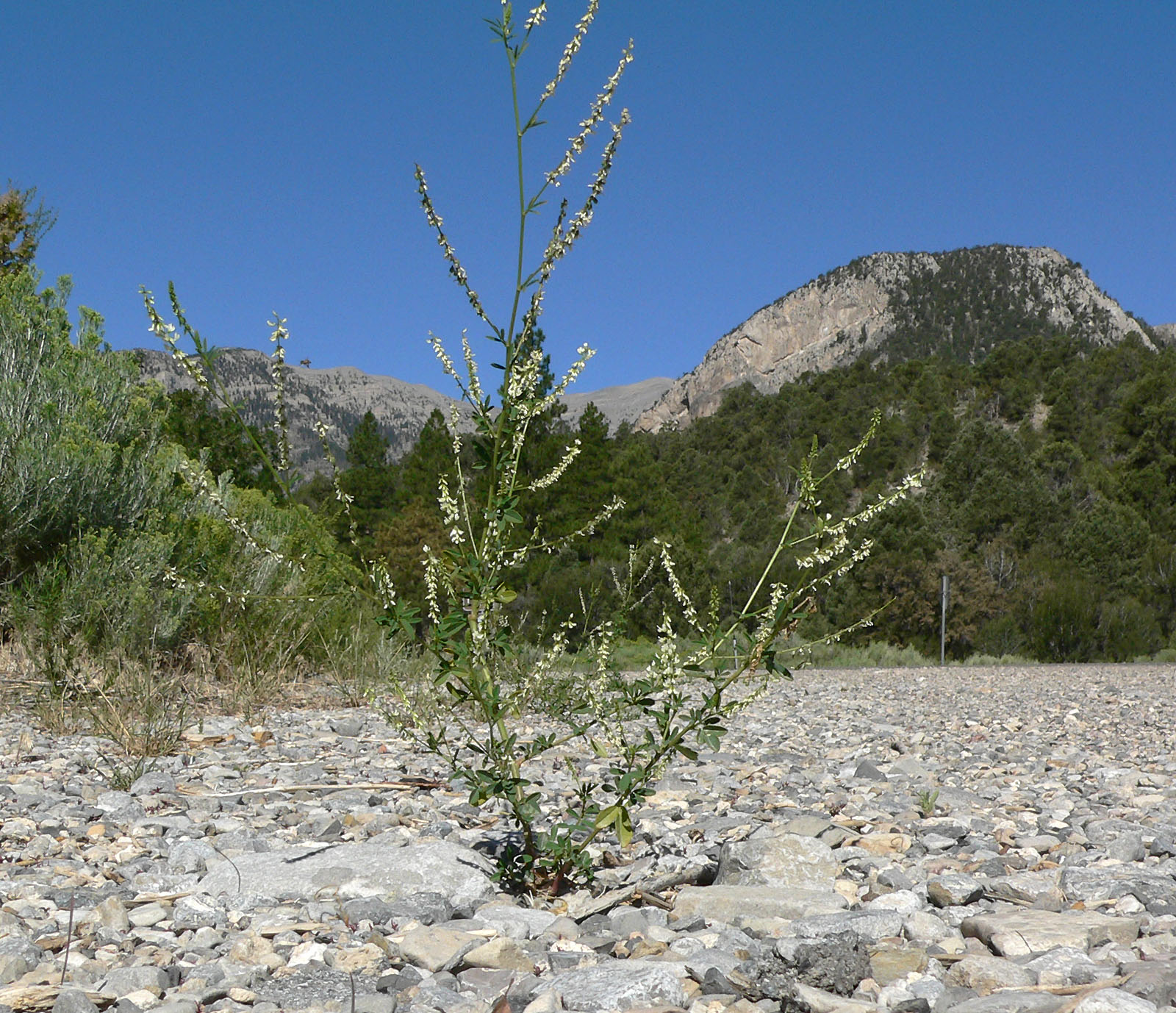
Pionír növény (Kyle-kanyon, Spring-hegység, Dél-Nevada, USA)
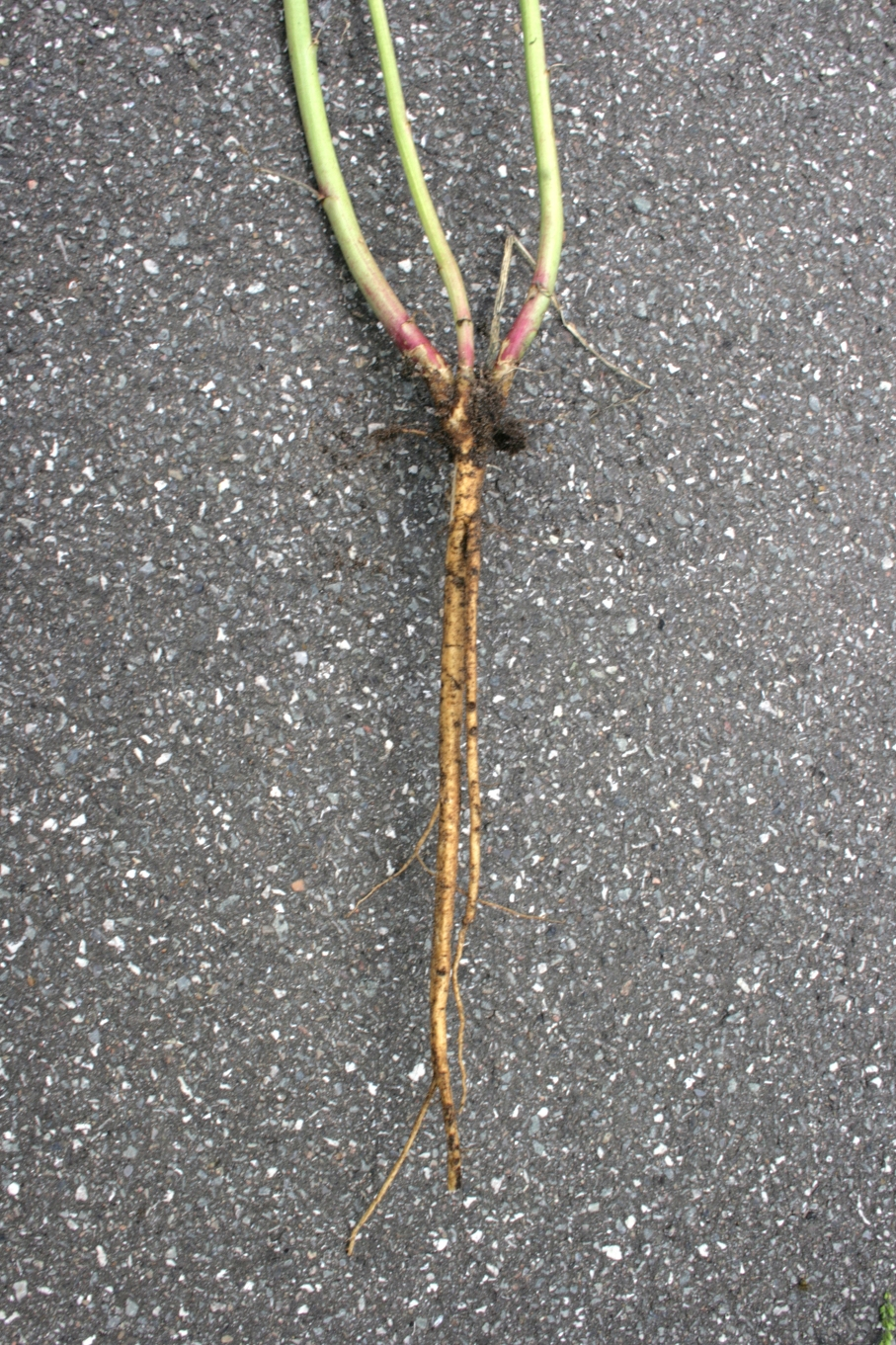
Karógyökere (Malling, Dánia)
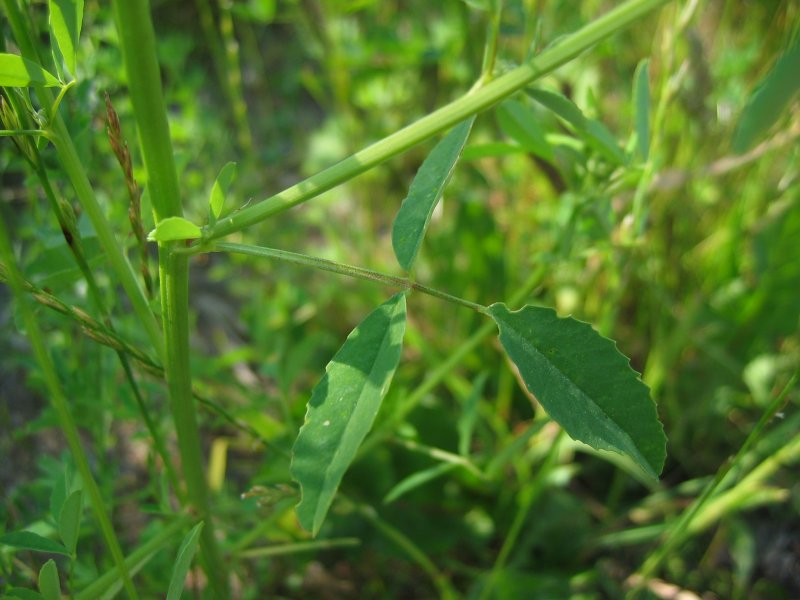
Hármasan összetett levél és pálhák a levélnyél tövénél (Zingst, Németország)
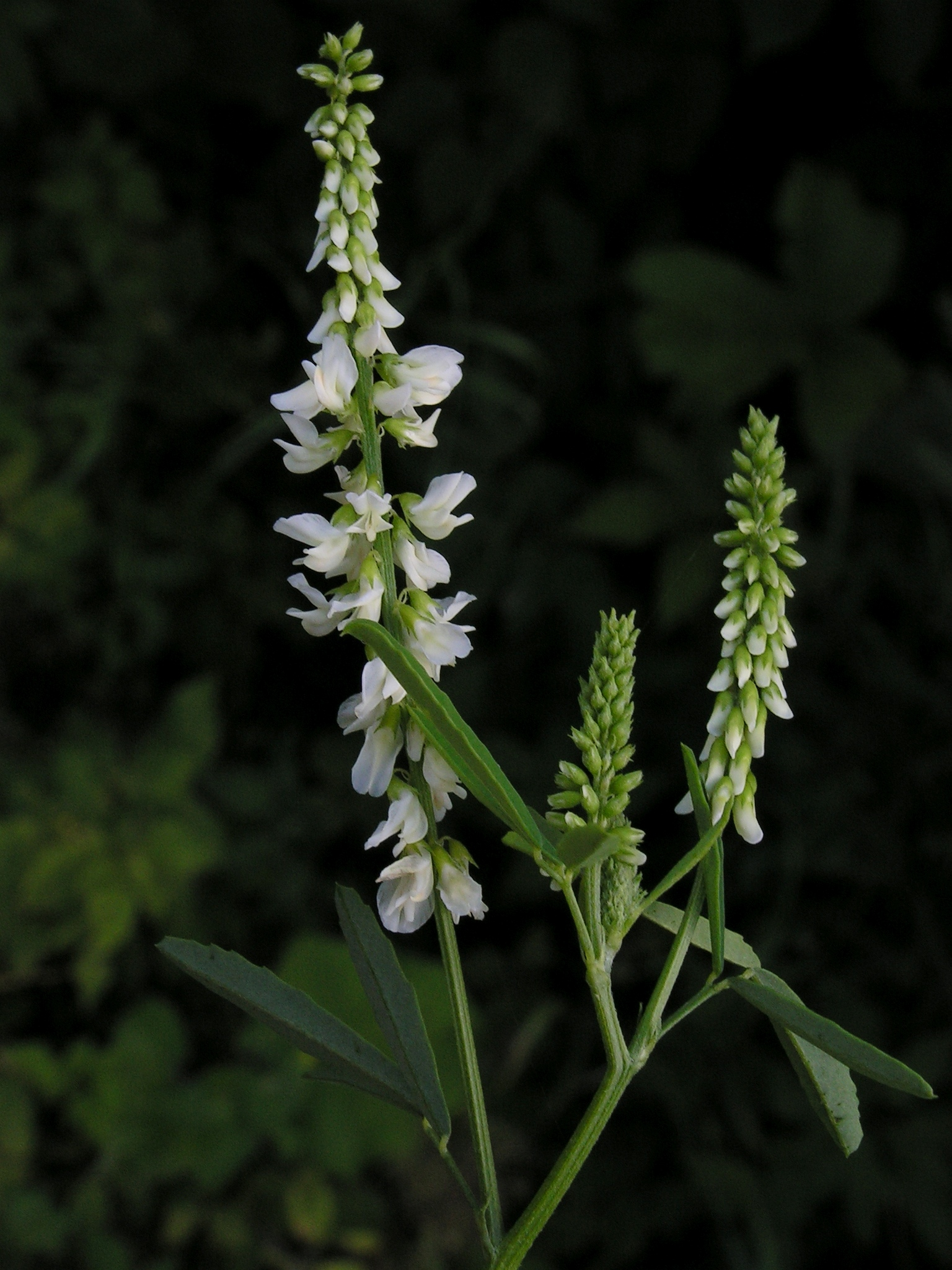
Fürtvirágzatai és felső levelei (Moszkvai terület)
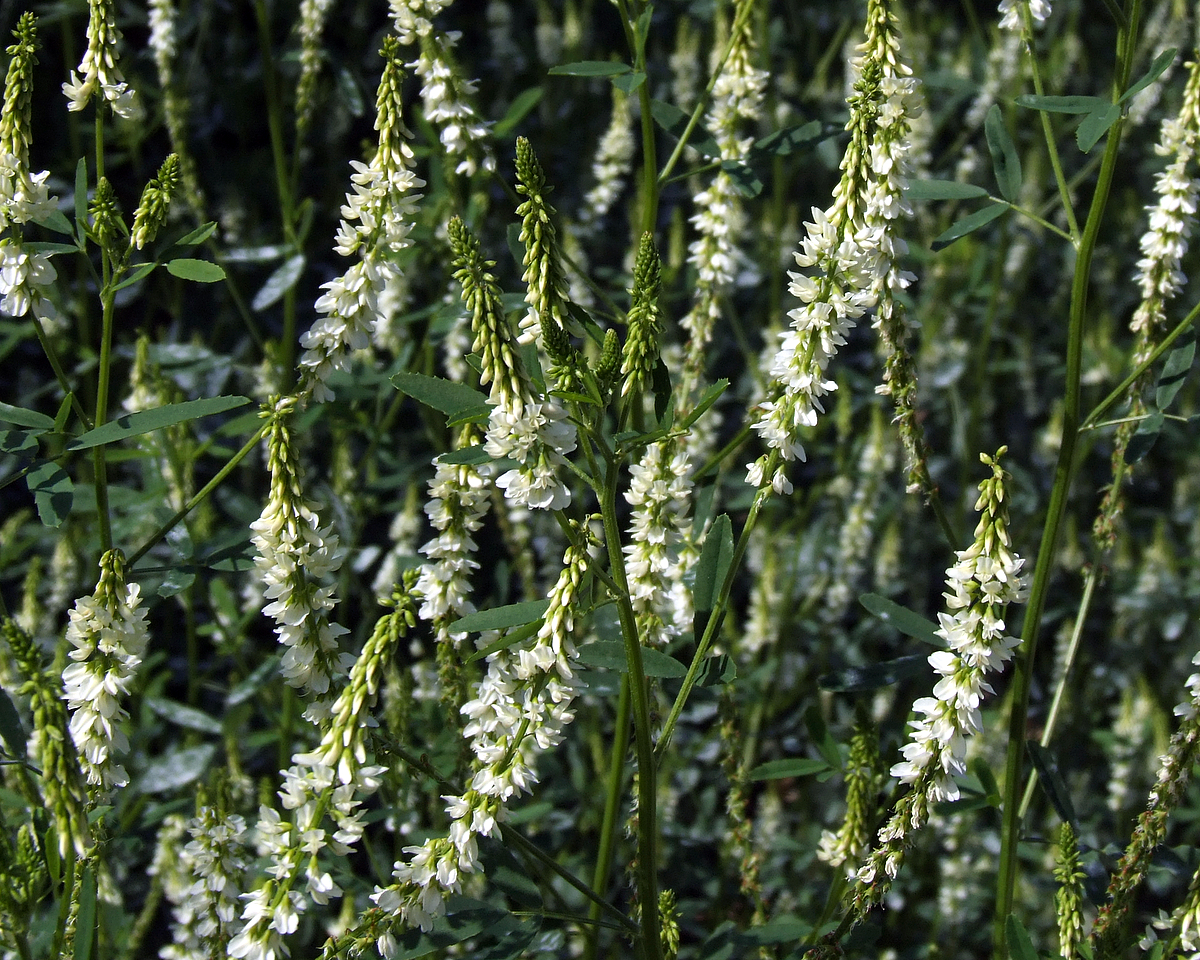
Fürtvirágzatok (Oulu, Finnország)
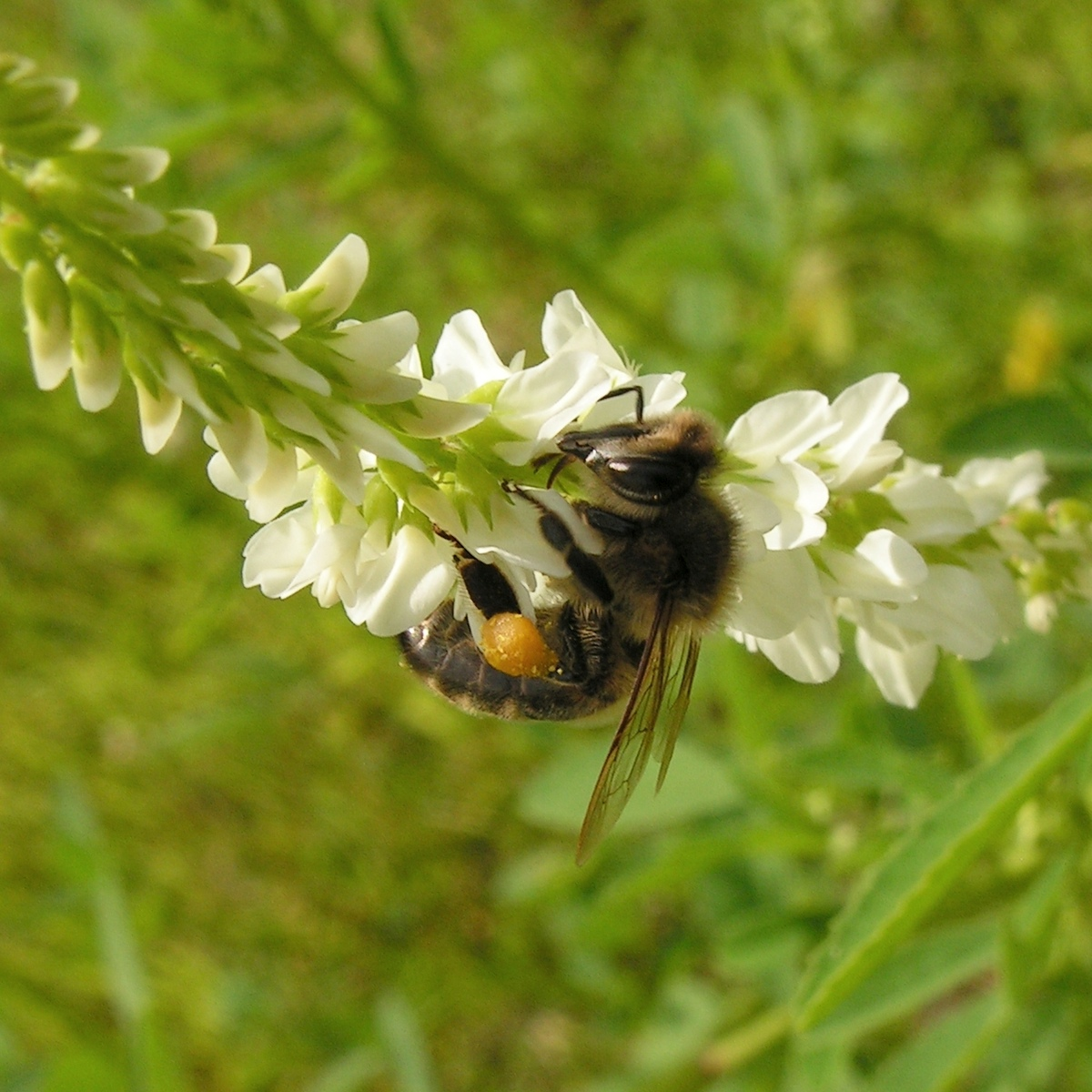
Virágait kedvelik a méhek (Moszkvai terület)
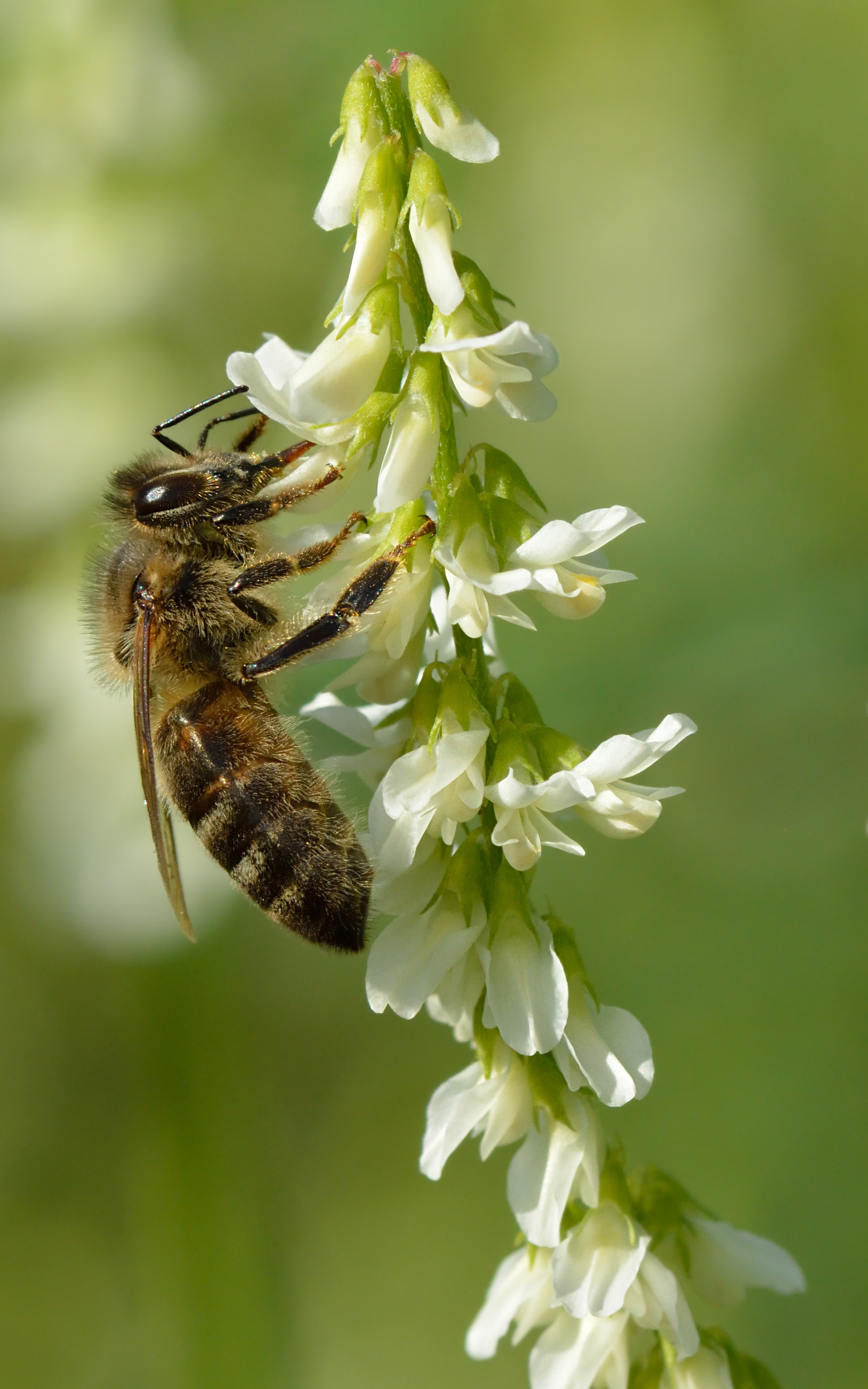
Virágok közelről és egy házi méh (Apis mellifera) (Keila, Észtország)
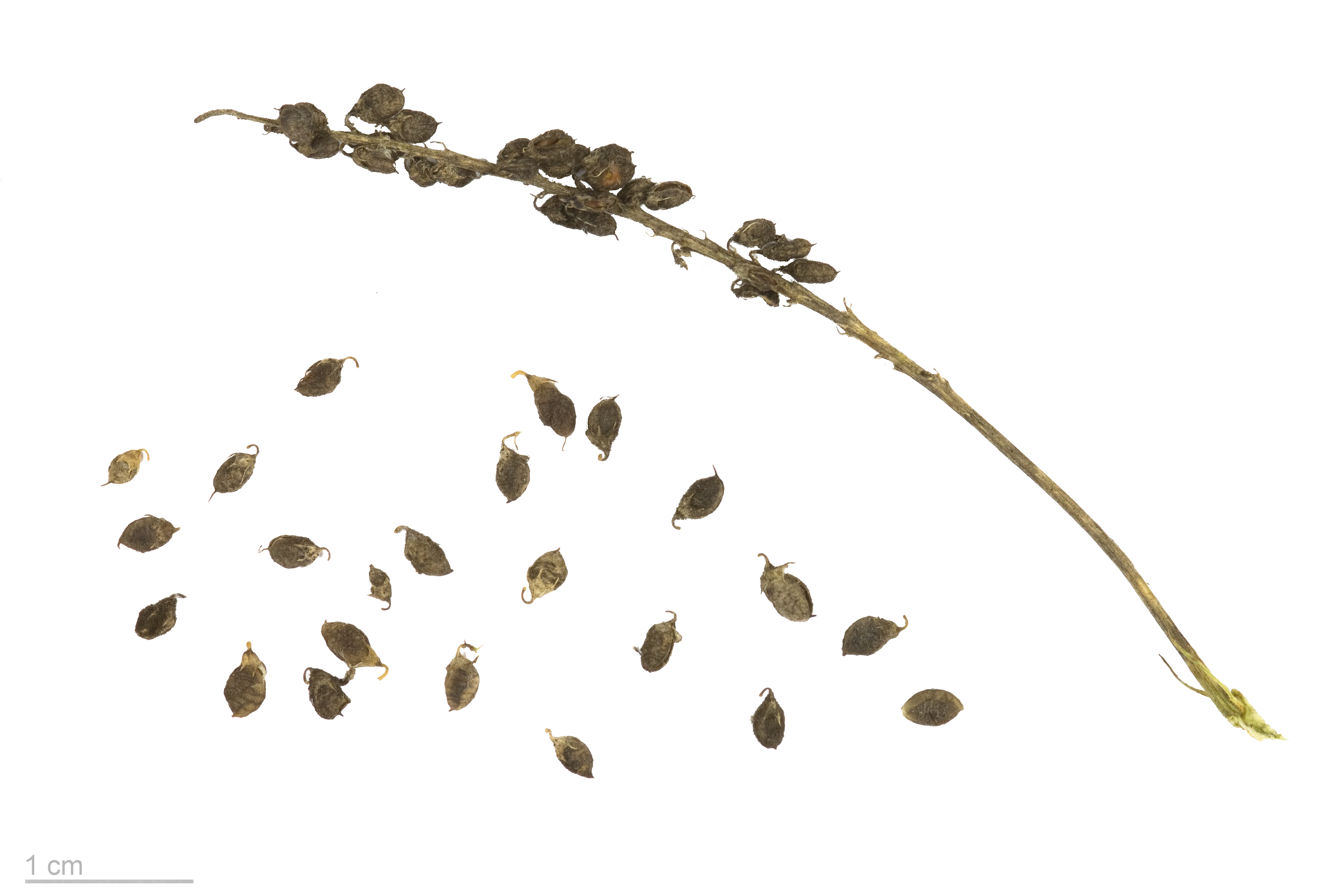
Termései a toulouse-i múzeumban
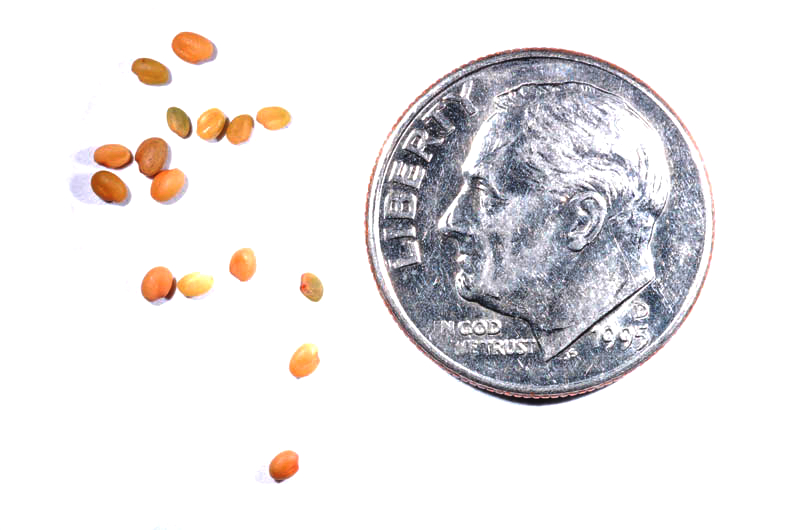
Magvai egy tíz centes mellett
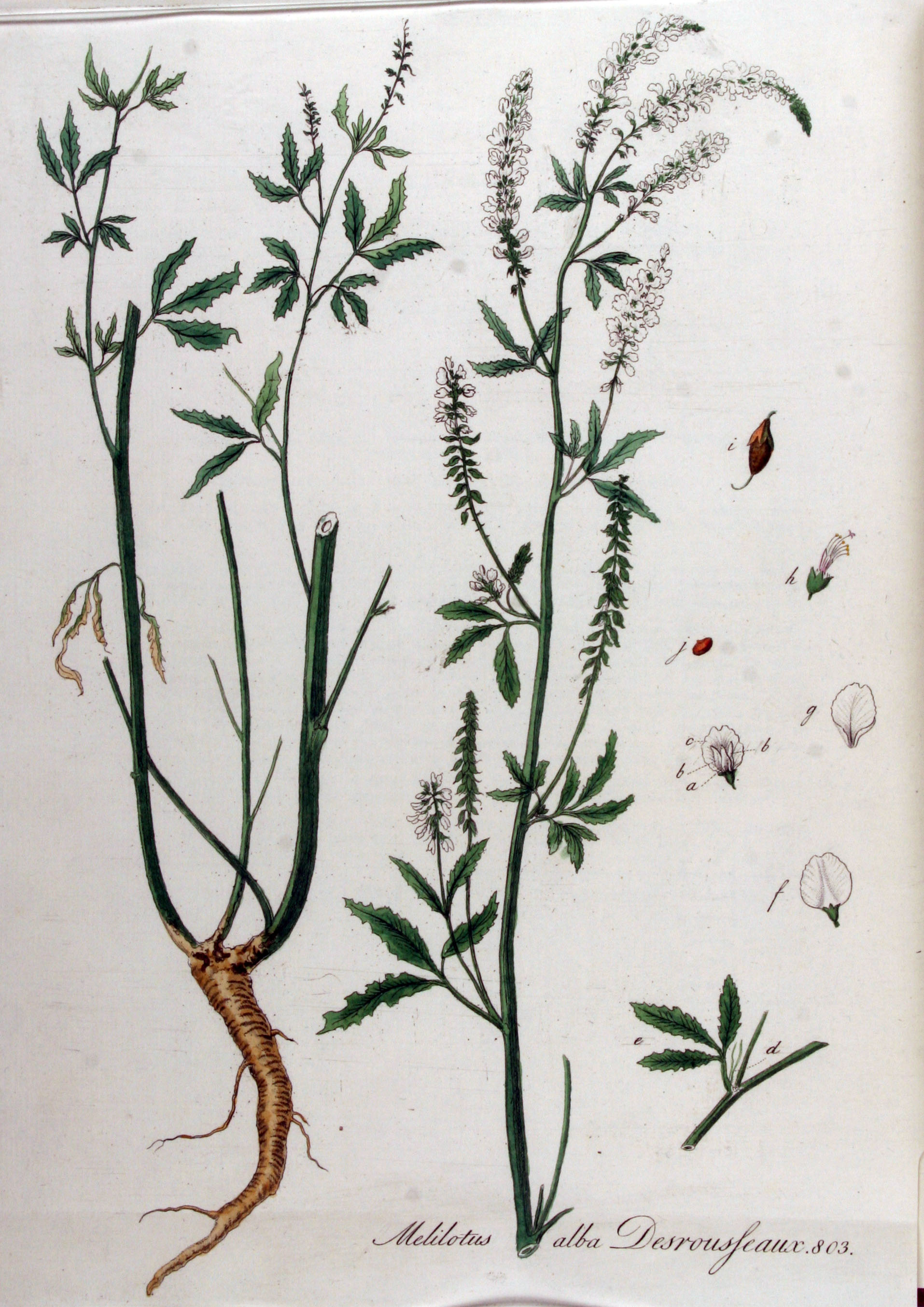
Illusztráció a Flora Batava 11. kötetében